# Rio Bettne
O rio Bettne é um rio do sul do Distrito de Westland, na Nova Zelândia. E um afluente do rio Waiatoto, nasce nos Alpes do Sul e flui para norte-Oeste juntando-se  ao rio 4 km a sul de "Bonar Flats".